# Raban Adelmann (Politiker)
Raban Otto Michael Graf Adelmann von Adelmannsfelden (* 28. September 1912 in Düsseldorf; † 25. Januar 1992 auf Burg Schaubeck in Steinheim-Kleinbottwar in Württemberg) war ein deutscher Politiker (CDU), Legationsrat I. Klasse sowie Landwirt und Inhaber eines Weinguts.

## Leben und Beruf
Raban Adelmann entstammte dem alten schwäbischen Adelsgeschlecht der Adelmann von Adelmannsfelden. Er war ein Sohn des Sigmund Maria Graf Adelmann von Adelmannsfelden, Regierungspräsident von Köln, und der Irma von Hake und ein Bruder des Kunsthistorikers Georg Sigmund Graf Adelmann von Adelmannsfelden. Nach dem Tod seines Vaters wurde er 1926 von seinem Onkel Raban Adelmann von Adelmannsfelden adoptiert. Er besuchte das Realgymnasium Kreuzgasse in Köln und studierte Jura und Geschichte in Bonn, Köln und am Williams College in den USA. In Bonn wurde er Mitglied der katholischen Studentenverbindung K.St.V. Frisia Bonn im KV. Nach dem Tod seines Onkels übernahm er 1935 das familieneigene Weingut Graf Adelmann auf Burg Schaubeck in Kleinbottwar in der Nähe von Ludwigsburg. Von 1935 bis 1937 war er Rechtsreferendar und ging 1937 in den Diplomatischen Dienst des Auswärtigen Amts in Berlin. Dort war er zunächst Attaché in der Kulturabteilung, bevor er im Ausland eingesetzt wurde (1938 bis Mai 1939 in der Gesandtschaft in Prag, 1939 bis 1942 als Legationssekretär an der Botschaft des Deutschen Reichs in Rio de Janeiro bis zum Abbruch der diplomatischen Beziehungen am 28. Januar 1942). 1941 heiratete er in Rio de Janeiro Franziska Klippgen (1912–2001), die Stieftochter des deutschen Botschaftsrats Martin Schlimpert, sie hatten fünf Kinder. Vom 24. November 1942 bis 1945 nahm er als Soldat bei der Luftwaffe am Zweiten Weltkrieg teil. Zum 1. August 1939 war er der NSDAP beigetreten (Mitgliedsnummer 7.055.167), auch gehörte er der SA an.
Adelmann gehörte von 1957 bis 1961 als Mitglied dem Deutschen Bundestag an. Als Abgeordneter der CDU vertrat er den Wahlkreis Ludwigsburg im Parlament. 1961 kandidierte er im selben Wahlkreis, konnte diesen aber nicht erneut gewinnen. Von 1962 bis 1967 war er Direktor der Informationsabteilung der NATO in Paris. Adelmann war außerdem Mitglied des Kreistages im Landkreis Ludwigsburg und des Gemeinderates von Kleinbottwar. Vom 12. Dezember 1970 bis zum 16. März 1974 war er Vorsitzender des CDU-Kreisverbands Ludwigsburg.
Adelmann war Rotarier und Gründungsvorsitzender des Verbandes Deutscher Prädikatsweingüter (VDP) Württemberg e. V. von 1975 bis 1985. 1978 übergab er die Führung des Weinguts Graf Adelmann an seinen Sohn Michael Raban Wolfram Anton Adelmann (1947–2023), der von 1985 bis 1993 auch sein Nachfolger als Vorsitzender des VDP Württemberg war.

## Veröffentlichungen
- Das Lied vom Wein  (= Dreiklang Text, Bild, Ton. Bd. 14). Urs-Graf-Verlag, Freiburg (Breisgau) 1968 (mit Schallplatte).
- Württemberg (= Vinothek der deutschen Weinberg-Lagen.). Seewald, Stuttgart 1981, ISBN 3-512-00556-X.